# Йокосука
Йокосука (на японски: 横須賀市, по английската Система на Хепбърн Yokosuka) е град в Япония, префектура Канагава. Градът е разположен на входа на Токийския залив, на полуостров Миура и заема площ около 100,68 км². Населението на града (вкл. предградията) наброява 422 737 жители към 2007 г. Гъстота на населението е 4286,74 жители км².
В Йокосука се намира един от основните заводи на автомобилната компания „Нисан“, открит през 1961 година.

## Побратимени градове
- Айдзувакамацу, Япония
- Брест, Франция
- Корпъс Кристи, САЩ
- Медуей, Великобритания
- Фремантле, Австралия